# Élections législatives de 1997 dans le Finistère
Les élections législatives françaises de 1997 se déroulent les 25 mai et 1er juin 1997. Dans le département du Finistère, huit députés sont à élire dans le cadre de huit circonscriptions.

## Élus
| Circonscription                                 | Député sortant            | Parti | Parti    | Député élu ou réélu | Parti | Parti |
| ----------------------------------------------- | ------------------------- | ----- | -------- | ------------------- | ----- | ----- |
| 1re                                             | André Angot               |       | RPR      | André Angot         |       | RPR   |
| 2e                                              | Bertrand Cousin*          |       | RPR      | Jean-Noël Kerdraon  |       | PS    |
| 3e                                              | Jean-Louis Goasduff*      |       | RPR      | François Cuillandre |       | PS    |
| 4e                                              | Arnaud Cazin d'Honincthun |       | UDF (FD) | Marylise Lebranchu  |       | PS    |
| 5e                                              | Charles Miossec           |       | RPR      | Charles Miossec     |       | RPR   |
| 6e                                              | Jean-Yves Cozan           |       | UDF (AD) | Kofi Yamgnane       |       | PS    |
| 7e                                              | Ambroise Guellec          |       | UDF (FD) | Jacqueline Lazard   |       | PS    |
| 8e                                              | Louis Le Pensec           |       | PS       | Louis Le Pensec     |       | PS    |
| * député sortant ne se représentant pas en 1997 |                           |       |          |                     |       |       |

## Résultats

### Résultats à l'échelle du département
| Parti          | Parti                              | Premier tour | Premier tour | Second tour | Second tour | Sièges |
| Parti          | Parti                              | Voix         | %            | Voix        | %           | Sièges |
| -------------- | ---------------------------------- | ------------ | ------------ | ----------- | ----------- | ------ |
|                | Parti socialiste                   | 134 509      | 32,51        | 227 625     | 51,62       | 6      |
|                | Parti communiste français          | 31 150       | 7,53         |             |             | 0      |
|                | Les Verts                          | 17 375       | 4,20         | 0           |             |        |
|                | Divers gauche                      | 4 706        | 1,14         | 0           |             |        |
|                | Gauche plurielle                   | 187 740      | 45,38        | 227 625     | 51,62       | 6      |
|                |                                    |              |              |             |             |        |
|                | Rassemblement pour la République   | 63 142       | 15,26        | 109 550     | 25,96       | 2      |
|                | Union pour la démocratie française | 71 167       | 17,20        | 82 685      | 17,57       | 0      |
|                | Divers droite                      | 23 792       | 5,75         | 21 126      | 4,79        | 0      |
|                | La Droite indépendante             | 9 132        | 2,21         |             |             | 0      |
|                | Droite parlementaire               | 167 233      | 40,42        | 213 361     | 48,38       | 2      |
|                |                                    |              |              |             |             |        |
|                | Front national                     | 33 366       | 9,07         |             |             | 0      |
|                | Divers écologiste dont MÉI et GÉ   | 18 689       | 4,52         | 0           |             |        |
|                | Extrême gauche dont LO, SÉGA et PT | 5 410        | 1,31         | 0           |             |        |
|                | Divers                             | 1 266        | 0,31         | 0           |             |        |
|                |                                    |              |              |             |             |        |
| Inscrits       | Inscrits                           | 614 502      | 100,00       | 614 394     | 100,00      | 8      |
| Abstentions    | Abstentions                        | 183 196      | 29,81        | 154 515     | 25,15       |        |
| Votants        | Votants                            | 431 306      | 70,19        | 459 879     | 74,85       |        |
| Blancs et nuls | Blancs et nuls                     | 17 602       | 4,08         | 18 893      | 4,11        |        |
| Exprimés       | Exprimés                           | 413 704      | 95,92        | 440 986     | 95,89       |        |

### Résultats par circonscription

#### Première circonscription (Quimper)
| Candidat                      | Candidat                  | Parti          | Premier tour | Premier tour | Second tour | Second tour |  |
| Candidat                      | Candidat                  | Parti          | Voix         | %            | Voix        | %           |  |
| ----------------------------- | ------------------------- | -------------- | ------------ | ------------ | ----------- | ----------- |  |
|                               | André Angot sortant réélu | RPR            | 19 571       | 38,77        | 28 891      | 52,93       |  |
|                               | Bernard Poignant          | PS             | 15 026       | 29,77        | 25 685      | 47,06       |  |
|                               | Michel Dor                | FN             | 4 260        | 8,44         |             |             |  |
|                               | Yvonne Rainéro            | PCF            | 3 853        | 7,63         |             |             |  |
|                               | Alain Uguen               | Les Verts      | 2 598        | 5,14         |             |             |  |
|                               | Xavier Maréchal           | GÉ             | 1 332        | 2,63         |             |             |  |
|                               | Marie-Claire Malejacq     | LDI (MPF)      | 981          | 1,94         |             |             |  |
|                               | Anne-Marie Gentric        | LCR            | 900          | 1,78         |             |             |  |
|                               | Jean-Louis François       | US4J           | 894          | 1,77         |             |             |  |
|                               | Pierre Delignière         | MÉI            | 788          | 1,56         |             |             |  |
|                               | Erwan de Cambourg         | Divers         | 268          | 0,53         |             |             |  |
|                               |                           |                |              |              |             |             |  |
| Inscrits                      | Inscrits                  | Inscrits       | 74 228       | 100,00       | 74 222      | 100,00      |  |
| Abstentions                   | Abstentions               | Abstentions    | 21 601       | 29,1         | 17 105      | 23,05       |  |
| Votants                       | Votants                   | Votants        | 52 627       | 70,9         | 57 117      | 76,95       |  |
| Blancs et nuls                | Blancs et nuls            | Blancs et nuls | 2 156        | 4,1          | 2 541       | 4,45        |  |
| Exprimés                      | Exprimés                  | Exprimés       | 50 471       | 95,9         | 54 576      | 95,55       |  |
| Source : Data.gouv et CEVIPOF |                           |                |              |              |             |             |  |

#### Deuxième circonscription (Brest-Ville)
| Candidat                      | Candidat                   | Parti          | Premier tour | Premier tour | Second tour | Second tour |  |
| Candidat                      | Candidat                   | Parti          | Voix         | %            | Voix        | %           |  |
| ----------------------------- | -------------------------- | -------------- | ------------ | ------------ | ----------- | ----------- |  |
|                               | Jean-Noël Kerdraon élu     | PS             | 13 084       | 29,86        | 25 424      | 54,99       |  |
|                               | Jacques Berthelot          | RPR            | 9 210        | 21,02        | 20 806      | 45,01       |  |
|                               | Yannick Marzin             | UDF (AD)       | 6 160        | 14,06        |             |             |  |
|                               | Olivier Morize             | FN             | 3 689        | 8,42         |             |             |  |
|                               | Joseph Gourmelon           | Divers gauche  | 2 632        | 6,01         |             |             |  |
|                               | Jacqueline Héré            | PCF            | 2 250        | 5,14         |             |             |  |
|                               | Marie Françoise Loussouarn | Les Verts      | 1 862        | 4,25         |             |             |  |
|                               | André Cherblanc            | LO             | 1 143        | 2,61         |             |             |  |
|                               | Louis Aminot               | SÉGA           | 995          | 2,27         |             |             |  |
|                               | Michel Tanguy              | GÉ             | 992          | 2,26         |             |             |  |
|                               | Jean Guegueniat            | Divers         | 827          | 1,89         |             |             |  |
|                               | Jacqueline Rolland         | LDI (MPF)      | 801          | 1,83         |             |             |  |
|                               | Albert Mevellec            | Divers         | 103          | 0,24         |             |             |  |
|                               | Gildas Lejanne             | PLN            | 68           | 0,16         |             |             |  |
|                               |                            |                |              |              |             |             |  |
| Inscrits                      | Inscrits                   | Inscrits       | 68 720       | 100,00       | 68 716      | 100,00      |  |
| Abstentions                   | Abstentions                | Abstentions    | 23 468       | 34,15        | 20 830      | 30,31       |  |
| Votants                       | Votants                    | Votants        | 45 252       | 65,85        | 47 886      | 69,69       |  |
| Blancs et nuls                | Blancs et nuls             | Blancs et nuls | 1 436        | 3,17         | 1 656       | 3,46        |  |
| Exprimés                      | Exprimés                   | Exprimés       | 43 816       | 96,83        | 46 230      | 96,54       |  |
| Source : Data.gouv et CEVIPOF |                            |                |              |              |             |             |  |

#### Troisième circonscription (Brest-Rural)
| Candidat          | Candidat                | Parti                  | Premier tour | Premier tour | Second tour | Second tour |  |
| Candidat          | Candidat                | Parti                  | Voix         | %            | Voix        | %           |  |
| ----------------- | ----------------------- | ---------------------- | ------------ | ------------ | ----------- | ----------- |  |
|                   | François Cuillandre élu | PS                     | 15 213       | 27,53        | 29 329      | 50,31       |  |
|                   | Jean-Louis Lamour       | RPR                    | 10 838       | 19,61        | 28 969      | 49,69       |  |
|                   | Bernard Foricher        | Divers droite          | 8 073        | 14,61        |             |             |  |
|                   | Marcel Le Floch         | UDF (PR)               | 4 876        | 8,82         |             |             |  |
|                   | Pierre-Jean Bodiger     | FN                     | 4 657        | 8,42         |             |             |  |
|                   | Daniel Maloisel         | PCF                    | 3 005        | 5,43         |             |             |  |
|                   | Michel Briand           | Les Verts              | 2 413        | 4,36         |             |             |  |
|                   | Annie Muniglia          | Divers écologiste (GÉ) | 1 654        | 2,99         |             |             |  |
|                   | Jean-Claude Bachelier   | Extrême gauche (SÉGA)  | 1 500        | 2,71         |             |             |  |
|                   | Olivier de Kermenguy    | LDI (MPF)              | 1 335        | 2,42         |             |             |  |
|                   | Françoise Sage          | Extrême gauche (PT)    | 872          | 1,58         |             |             |  |
|                   | Pierre Fourel           | Divers (SRE)           | 819          | 1,48         |             |             |  |
|                   |                         |                        |              |              |             |             |  |
| Inscrits          | Inscrits                | Inscrits               | 83 117       | 100,00       | 83 103      | 100,00      |  |
| Abstentions       | Abstentions             | Abstentions            | 25 637       | 30,84        | 22 393      | 26,95       |  |
| Votants           | Votants                 | Votants                | 57 480       | 69,16        | 60 710      | 73,05       |  |
| Blancs et nuls    | Blancs et nuls          | Blancs et nuls         | 2 225        | 3,87         | 2 412       | 3,97        |  |
| Exprimés          | Exprimés                | Exprimés               | 55 255       | 96,13        | 58 298      | 96,03       |  |
| Source : Le Monde |                         |                        |              |              |             |             |  |

#### Quatrième circonscription (Morlaix)
| Candidat                      | Candidat                          | Parti          | Premier tour | Premier tour | Second tour | Second tour |  |
| Candidat                      | Candidat                          | Parti          | Voix         | %            | Voix        | %           |  |
| ----------------------------- | --------------------------------- | -------------- | ------------ | ------------ | ----------- | ----------- |  |
|                               | Arnaud Cazin d'Honincthun sortant | UDF (FD)       | 19 778       | 37,9         | 27 004      | 47,35       |  |
|                               | Marylise Lebranchu élu            | PS             | 18 540       | 35,53        | 30 022      | 52,65       |  |
|                               | Alain David                       | PCF            | 4 098        | 7,85         |             |             |  |
|                               | Charles Tronyo                    | FN             | 3 351        | 6,42         |             |             |  |
|                               | Martine Frère                     | Les Verts (EÉ) | 2 740        | 5,25         |             |             |  |
|                               | Monique Cherrier                  | GÉ             | 1 484        | 2,84         |             |             |  |
|                               | Roland Bonnefous                  | LDI (MPF)      | 1 144        | 2,19         |             |             |  |
|                               | Pierre Folgalvez                  | UDB            | 1 045        | 2,00         |             |             |  |
|                               |                                   |                |              |              |             |             |  |
| Inscrits                      | Inscrits                          | Inscrits       | 76 130       | 100,00       | 76 118      | 100,00      |  |
| Abstentions                   | Abstentions                       | Abstentions    | 21 632       | 28,41        | 17 106      | 22,47       |  |
| Votants                       | Votants                           | Votants        | 54 498       | 71,59        | 59 012      | 77,53       |  |
| Blancs et nuls                | Blancs et nuls                    | Blancs et nuls | 2 318        | 4,25         | 1 986       | 3,37        |  |
| Exprimés                      | Exprimés                          | Exprimés       | 52 180       | 95,75        | 57 026      | 96,63       |  |
| Source : Data.gouv et CEVIPOF |                                   |                |              |              |             |             |  |

#### Cinquième circonscription (Landerneau)
| Candidat                      | Candidat                      | Parti          | Premier tour | Premier tour | Second tour | Second tour |  |
| Candidat                      | Candidat                      | Parti          | Voix         | %            | Voix        | %           |  |
| ----------------------------- | ----------------------------- | -------------- | ------------ | ------------ | ----------- | ----------- |  |
|                               | Charles Miossec sortant réélu | RPR            | 23 523       | 43,03        | 30 884      | 54,29       |  |
|                               | Jean-Pierre Thomin            | PS             | 16 530       | 30,24        | 25 998      | 45,71       |  |
|                               | Bernard Pacreau               | FN             | 4 375        | 8            |             |             |  |
|                               | Gérard Borvon                 | Les Verts      | 3 139        | 5,74         |             |             |  |
|                               | Ronan Tanguy                  | PCF            | 2 534        | 4,64         |             |             |  |
|                               | Marie-France Cosnard          | LDI (MPF)      | 1 751        | 3,2          |             |             |  |
|                               | Bernard Bruillot              | GÉ             | 1 637        | 2,99         |             |             |  |
|                               | Annaig Louis                  | US4J           | 1 180        | 2,16         |             |             |  |
|                               |                               |                |              |              |             |             |  |
| Inscrits                      | Inscrits                      | Inscrits       | 79 874       | 100,00       | 79 861      | 100,00      |  |
| Abstentions                   | Abstentions                   | Abstentions    | 22 726       | 28,45        | 20 648      | 25,85       |  |
| Votants                       | Votants                       | Votants        | 57 148       | 71,55        | 59 213      | 74,15       |  |
| Blancs et nuls                | Blancs et nuls                | Blancs et nuls | 2 479        | 4,34         | 2 331       | 3,94        |  |
| Exprimés                      | Exprimés                      | Exprimés       | 54 669       | 95,66        | 56 882      | 96,06       |  |
| Source : Data.gouv et CEVIPOF |                               |                |              |              |             |             |  |

#### Sixième circonscription (Châteaulin)
| Candidat                      | Candidat                | Parti          | Premier tour | Premier tour | Second tour | Second tour |  |
| Candidat                      | Candidat                | Parti          | Voix         | %            | Voix        | %           |  |
| ----------------------------- | ----------------------- | -------------- | ------------ | ------------ | ----------- | ----------- |  |
|                               | Kofi Yamgnane élu       | PS             | 21 155       | 36,66        | 33 649      | 53,75       |  |
|                               | Jean-Yves Cozan sortant | UDF (AD)       | 20 255       | 35,1         | 28 957      | 46,25       |  |
|                               | Daniel Créoff           | PCF            | 5 594        | 9,69         |             |             |  |
|                               | Éric Calmejane          | FN             | 4 842        | 8,39         |             |             |  |
|                               | Robert Beby             | GÉ             | 2 484        | 4,3          |             |             |  |
|                               | Christian Pierre        | Régionaliste   | 1 848        | 3,2          |             |             |  |
|                               | Georges Nieto           | LDI (CNIP)     | 1 526        | 2,64         |             |             |  |
|                               |                         |                |              |              |             |             |  |
| Inscrits                      | Inscrits                | Inscrits       | 83 129       | 100,00       | 83 102      | 100,00      |  |
| Abstentions                   | Abstentions             | Abstentions    | 23 012       | 27,68        | 17 425      | 20,97       |  |
| Votants                       | Votants                 | Votants        | 60 117       | 72,32        | 65 677      | 79,03       |  |
| Blancs et nuls                | Blancs et nuls          | Blancs et nuls | 2 413        | 4,01         | 3 071       | 4,68        |  |
| Exprimés                      | Exprimés                | Exprimés       | 57 704       | 95,99        | 62 606      | 95,32       |  |
| Source : Data.gouv et CEVIPOF |                         |                |              |              |             |             |  |

#### Septième circonscription (Douarnenez - Pont-L'Abbé)
| Candidat                      | Candidat                 | Parti          | Premier tour | Premier tour | Second tour | Second tour |  |
| Candidat                      | Candidat                 | Parti          | Voix         | %            | Voix        | %           |  |
| ----------------------------- | ------------------------ | -------------- | ------------ | ------------ | ----------- | ----------- |  |
|                               | Ambroise Guellec sortant | UDF (FD)       | 20 098       | 40,32        | 26 724      | 49,88       |  |
|                               | Jacqueline Lazard élu    | PS             | 14 173       | 28,43        | 26 849      | 50,12       |  |
|                               | Hugues Tupin             | PCF            | 5 206        | 10,44        |             |             |  |
|                               | Marcel Saoutic           | FN             | 3 955        | 7,93         |             |             |  |
|                               | Janick Moriceau          | Les Verts      | 3 173        | 6,37         |             |             |  |
|                               | Christophe Playon        | GÉ             | 1 647        | 5,14         |             |             |  |
|                               | Pierre Le Bris           | LDI (MPF)      | 1 594        | 3,3          |             |             |  |
|                               |                          |                |              |              |             |             |  |
| Inscrits                      | Inscrits                 | Inscrits       | 74 978       | 100,00       | 74 955      | 100,00      |  |
| Abstentions                   | Abstentions              | Abstentions    | 22 622       | 30,17        | 18 938      | 25,27       |  |
| Votants                       | Votants                  | Votants        | 52 356       | 69,83        | 56 017      | 74,73       |  |
| Blancs et nuls                | Blancs et nuls           | Blancs et nuls | 2 510        | 4,79         | 2 444       | 4,36        |  |
| Exprimés                      | Exprimés                 | Exprimés       | 49 846       | 95,21        | 53 573      | 95,64       |  |
| Source : Data.gouv et CEVIPOF |                          |                |              |              |             |             |  |

#### Huitième circonscription (Concarneau - Quimperlé)
| Candidat                      | Candidat                      | Parti                   | Premier tour | Premier tour | Second tour | Second tour |  |
| Candidat                      | Candidat                      | Parti                   | Voix         | %            | Voix        | %           |  |
| ----------------------------- | ----------------------------- | ----------------------- | ------------ | ------------ | ----------- | ----------- |  |
|                               | Louis Le Pensec sortant réélu | PS                      | 20 788       | 41,77        | 30 669      | 59,21       |  |
|                               | Jean Lomenech                 | app. RPR                | 15 719       | 31,59        | 21 126      | 40,79       |  |
|                               | Éric Couvez                   | PCF                     | 4 610        | 9,26         |             |             |  |
|                               | Anne Marie Kerleo             | FN                      | 4 237        | 8,51         |             |             |  |
|                               | Marc Navellou                 | Les Verts               | 1 450        | 2,91         |             |             |  |
|                               | Rolland Dufleit               | GÉ                      | 1 312        | 2,64         |             |             |  |
|                               | Jean Moign                    | Divers écologiste (UDB) | 1 105        | 2,22         |             |             |  |
|                               | Alfred Corne                  | MÉI                     | 542          | 1,09         |             |             |  |
|                               |                               |                         |              |              |             |             |  |
| Inscrits                      | Inscrits                      | Inscrits                | 74 326       | 100,00       | 74 317      | 100,00      |  |
| Abstentions                   | Abstentions                   | Abstentions             | 22 498       | 30,27        | 20 070      | 27,01       |  |
| Votants                       | Votants                       | Votants                 | 51 828       | 69,73        | 54 247      | 72,99       |  |
| Blancs et nuls                | Blancs et nuls                | Blancs et nuls          | 2 065        | 3,98         | 2 452       | 4,52        |  |
| Exprimés                      | Exprimés                      | Exprimés                | 49 763       | 96,02        | 51 795      | 95,48       |  |
| Source : Data.gouv et CEVIPOF |                               |                         |              |              |             |             |  |